# Lena (Mississippi)
Lena é uma cidade  localizada no estado americano de Mississippi, no Condado de Leake.

## Demografia
Segundo o censo americano de 2000, a sua população era de 167 habitantes.
Em 2006, foi estimada uma população de 167, um aumento de 0 (0.0%).

## Geografia
De acordo com o United States Census Bureau tem uma área de
4,4 km², dos quais 4,4 km² cobertos por terra e 0,0 km² cobertos por água. Lena localiza-se a aproximadamente 113 m acima do nível do mar.

## Localidades na vizinhança
O diagrama seguinte representa as localidades num raio de 28 km ao redor de Lena.